# Богатый (Ставропольский край)
Бога́тый — хутор в Шпаковском районе (муниципальном округе) Ставропольского края России.

## География
Расстояние до краевого центра: 35 км. Расстояние до районного центра: 24 км.

## История
С образованием в 1924 году Северо-Кавказского края хутор Богатый вошёл в состав Казинского сельсовета (с центром в селе Казинка), подчинённого Московскому району Ставропольского округа:282—283.
Согласно «Списку населённых мест Северо-Кавказского края» на 1925 год, хутор состоял из 43 дворов, в которых проживало 204 человека (99 мужчин и 105 женщин). Партийных организаций, школ, библиотек и промышленных предприятий в нём не было. На базар местные жители ездили в село Тугулукское:282—283.
По данным переписи 1926 года по Северо-Кавказскому краю, в хуторе числилось 39 хозяйств и 196 жителей (97 мужчин и 99 женщин), включая 136 русских и 60 украинцев:268.
До 16 марта 2020 года входил в состав муниципального образования «Сельское поселение Казинский сельсовет».

## Население
| 1925 | 1926 | 1989 | 2002 | 2010 | 2013 | 2014 |
| ---- | ---- | ---- | ---- | ---- | ---- | ---- |
| 204  | ↘196 | ↘14  | ↗24  | ↘5   | ↗6   | ↘5   |
| 2021 |      |      |      |      |      |      |
| ↗12  |      |      |      |      |      |      |

По данным переписи 2002 года, в национальной структуре населения русские составляли 42 %, чеченцы — 50 %.

## Инфраструктура
- Детский оздоровительно-образовательный (профильный) центр «Солнечный» (на берегу озера Казинка)[14]